# Посейдонія
Посейдонія — вигаданий залишок втраченого материка Атлантида, згаданий Елджерноном Блеквудом у його оповіданні «Пісок» (опубліковане у 1912 році) у його збірці «Чотири дивні історії», а також детально описаний у серії оповідань Кларка Ештона Сміта. Сміт базував Посейдонію на теософських писаннях про Атлантиду (таких як «Таємна доктрина» Олени Блаватської), і його концепцію «останнього острова утворюючого Атлантиду» нагадує острів Нуменор у легендаріумі Дж. Р. Р. Толкіна.

## Оповідання з циклу Ештона Сміта "Посейдоніс"
- "Муза Атлантиди" (прозовий вірш) (англ. The Muse of Atlantis, 1973)
- "Останнє заклинання" (англ. The Last Incantation, 1930)
- "Смерть Малиґріса" (англ. The Death of Malygris, 1934)
- "Толомет" (англ. Tolometh, 1958)
- "Подвійна тінь" (англ. The Double Shadow, 1933)
- "Мандрівка на Сфаномої" (англ. A Voyage to Sfanomoë, 1931)
- "Вино з Атлантиди" (англ. A Vintage from Atlantis, 1933)
- "Атлантида" вірш (англ. Atlantis: a poem, 1912)

## Інші автори
У «Пусадійській серії» Л. Спрег де Кемпа «Посейдонія» відноситься до вигаданого втраченого острівного континенту Пусад, назву якого пізніше греки спотворили на Посейдонію і доля якого нібито була однією з основ легенди про Атлантиду.
У романі 1929 року малайською мовою «Drama dari Krakatau» про виверження вулкана Кракатау описується походження Малайського архіпелагу від підвищення рівня моря, спричиненого затопленням Посейдонії.